# Indicador de la mel gros
L'indicador de la mel gros (Indicator indicator) és una espècie d'ocell de la família dels indicatòrids (Indicatoridae) que habita sabanes i boscos poc densos de la major part de l'Àfrica Subsahariana, fora de les zones de selva humida o de les zones molt àrides.